# (43999) Gramigna
(43999) Gramigna  es un asteroide perteneciente al cinturón de asteroides, descubierto el 31 de agosto de 1997 por Vittorio Goretti desde el Observatorio de Pianoro, en Italia.

## Designación y nombre
Gramigna se designó inicialmente como 1997 QC3.
Más adelante fue nombrado en honor al astrónomo aficionado italiano relacionado con Pianoro, Paolo Gramigna (n. 1946).

## Características orbitales
Gramigna orbita a una distancia media del Sol de 2,1404 ua, pudiendo acercarse hasta 2,0094 ua y alejarse hasta 2,2714 ua. Tiene una excentricidad de 0,0612 y una inclinación orbital de 1,5539° grados. Emplea en completar una órbita alrededor del Sol 1143 días.

## Características físicas
Su magnitud absoluta es 15,7.